# Kolona, Ivanîci
Kolona (în ucraineană Колона) este localitatea de reședință a comunei Kolona din raionul Ivanîci, regiunea Volînia, Ucraina.

## Demografie
Componența lingvistică a localității Kolona
     Ucraineană (99,83%)
     Alte limbi (0,17%)
Conform recensământului din 2001, majoritatea populației localității Kolona era vorbitoare de ucraineană (99,83%), existând în minoritate și vorbitori de alte limbi.